# Brauerei Grasser
La Brauerei Grasser est une brasserie à Huppendorf, quartier de Königsfeld, dans le Land de Bavière (Allemagne).

## Histoire
L'origine de la brasserie remonte à une taverne patrimoniale dont les débuts remontent à 1503. L'entreprise familiale actuelle est fondée en 1750 par l'aubergiste Pankraz Grasser, originaire de Kotzendorf et marié en 1742 dans la famille d'aubergistes Dippold à Huppendorf. En 1899, Jakob Grasser fait construire une cave de fermentation, qui ne peut cependant être utilisée qu'en hiver, car la température y est trop élevée en été et il n'y a pas d'installations techniques de refroidissement à cette époque. Pour les anciens ustensiles de brassage en bois devenus inutilisables, de nouveaux en cuivre sont achetés à un domaine en faillite à Zeegendorf. La nouvelle cuve de brassage contient environ 4 000 litres et est en fait beaucoup trop grande, car la bière n'est brassée que pour l'auberge.
Jakob Grasser meurt en 1927, son fils Johann continue à diriger l'entreprise. Lorsque le brassage commence à Huppendorf en 1929, la brasserie connaît un boom économique. Dans les années qui suivent, un moulin à farine est construit et des canalisations sont posées du puits à la brasserie, ce qui augmente la productivité de l'entreprise.
Quand son fils Michael Grasser reprend l'entreprise, le premier système de refroidissement est installé en 1953. Jusqu'en 1968, des parties de la brasserie sont reconstruites et rénovées. La brasserie est aujourd'hui l'une des plus importantes de l'arrondissement de Bamberg et approvisionne les restaurants et les marchés de boissons des arrondissements voisins.

## Production
La gamme de bières de la brasserie comprend de la vollbier, de la pils, de la Zwickelbier et de la bière blanche toute l'année. Les marques de bière "Josefibock" (une bock, de la Saint-Joseph, soit le 19 mars), une Märzen (à partir du 23 avril), une "Pfingstöchsla" (une dunkel, à la Pentecôte), une export (pour la Sommerkerwa), une « Grachäds » (une Rauchbier, en septembre), une « Kathreinbock » (en novembre), une bière de Noël (en décembre) et une « Winterweizen » (à partir de décembre). Des limonades sont également fabriquées.